# Davide Bonora
Davide Bonora (nacido el 05 de febrero de 1973 (52 años) en Bolonia, Italia)  es un exjugador y actual entrenador italiano de baloncesto. Con 1.86 de estatura, jugaba en la posición de base para el equipo italiano RB Montecatini. Desde 2014 es el entrenador del Eurobasket Roma de la Serie A2, la segunda división del baloncesto italiano.

## Equipos
- 1989-1990 Virtus Bologna
- 1991-1995 Scaligera Verona
- 1995-1999 Pallacanestro Treviso
- 1999-2002 Virtus Bologna
- 2002-2005 Virtus Roma
- 2005-2006 Scandone Avellino
- 2006-2008 NSB Rieti
- 2008-2009 Reyer Venezia
- 2009  NSB Napoli
- 2010  Olimpia Matera
- 2010-2011 RB Montecatini

## Palmarés Clubes
- Euroliga: 1

Virtus Bologna: 2000-2001
- LEGA: 2

Pallacanestro Treviso: 1996-1997
Virtus Bologna: 2000-2001
- Copa de Italia: 1

Virtus Bologna: 2002
- Supercopa de Italia: 1

Pallacanestro Treviso: 1997
- Recopa de Europa: 1

Pallacanestro Treviso:  1998-99